# 442 Eichsfeldia
A 442 Eichsfeldia (ideiglenes jelöléssel 1899 EE) a Naprendszer kisbolygóövében található aszteroida. Maximilian Franz Joseph Cornelius Wolf és Friedrich Karl Arnold Schwassmann fedezte fel 1899. február 15-én.